# Réserve naturelle de Viernbukta
La réserve naturelle de Viernbukta  est une réserve naturelle norvégienne et un site Ramsar située dans la municipalité de Asker dans le comté d'Akershus.

## Description
La réserve naturelle est située sur la pointe est de l'île de Brønnøya. 
Le but de la réserve naturelle est de préserver une zone humide représentative et pratiquement intacte avec une grande variation dans les communautés végétales, une flore humide riche avec plusieurs espèces rares et des éléments de forêt tempérée décidue, ainsi que le Géranium sanguin, pratiquement intact et bien développé et aux essences rares. Le but est également de prendre soin d'une aire de repos et de vie importante pour les oiseaux et le Tadorne de Belon.

## Galerie

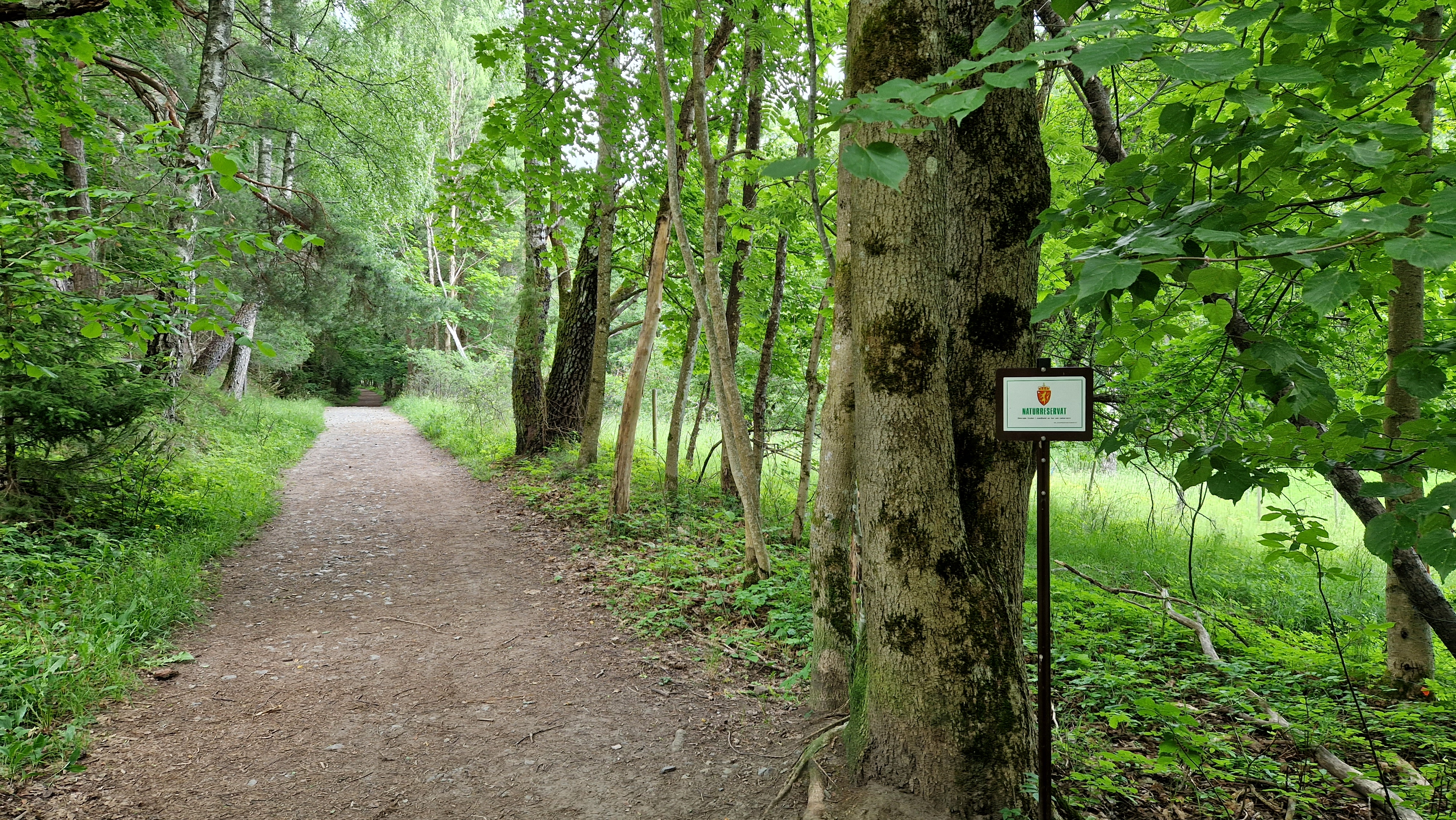
Forêt de feuillus
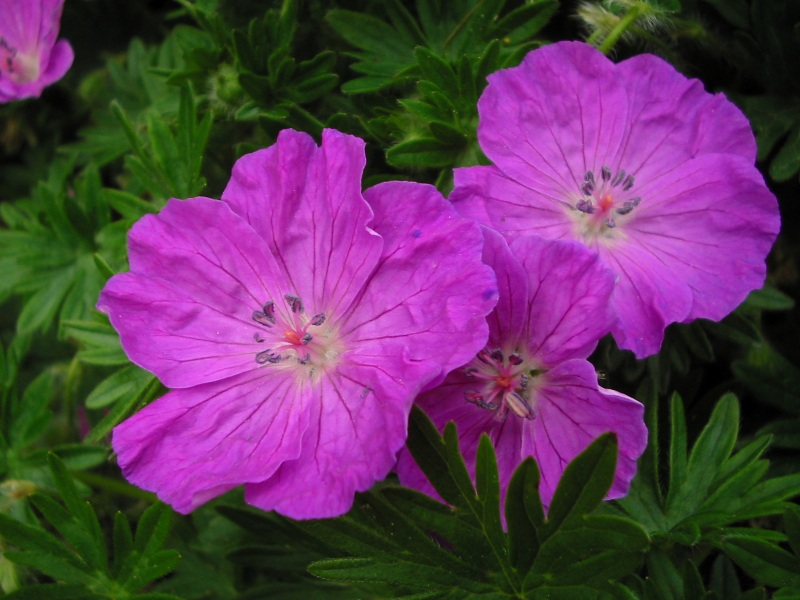
Géranium sanguineum